# Tomiyasu Takehiro
Tomiyasu Takehiro (冨安 健洋 (Phú-An Kiện-Dương) sinh ngày 5 tháng 11 năm 1998) là một cầu thủ bóng đá chuyên nghiệp người Nhật Bản hiện đang thi đấu ở vị trí trung vệ hoặc hậu vệ cánh cho câu lạc bộ Premier League Arsenal và đội tuyển bóng đá quốc gia Nhật Bản.
Bắt đầu sự nghiệp của mình tại Avispa Fukuoka, Tomiyasu đã có một khoảng thời gian với câu lạc bộ Bỉ Sint-Truiden và câu lạc bộ Bologna của Ý trước khi gia nhập Arsenal vào năm 2021. Anh cũng được gọi vào đội tuyển cấp cao của Nhật Bản vào năm 2018, trước đó đã chơi cho nhiều cấp độ trẻ khác nhau.
Từng thi đấu dưới nhiều cấp độ trẻ khác nhau, Tomiyasu đã được triệu tập vào đội tuyển quốc gia Nhật Bản vào năm 2018. Anh góp mặt trong đội hình lọt vào trận chung kết AFC Asian Cup 2019, đồng thời thi đấu tại FIFA World Cup 2022 và Asian Cup 2023.

## Sự nghiệp câu lạc bộ

### Avispa Fukuoka
Sinh ra ở Fukuoka, Nhật Bản, Tomiyasu lần đầu tiên được tổng giám đốc Kanji Tsuji của Sanchiku Kickers tìm kiếm và rất ấn tượng với màn trình diễn của anh ấy, đặc biệt là tốc độ của anh ấy. Sau đó, Tsuji mời cha mẹ của mình và thuyết phục họ để cậu chơi bóng đá, điều này khiến Tomiyasu được đăng ký học tại Trường Tiểu học Sanchiku. Khi anh 11 tuổi, Tomiyasu được huấn luyện viên đề nghị thử việc tại FC Barcelona Soccer Camp. Anh ấy đã gây ấn tượng trong buổi thử việc nên FC Barcelona đã đề nghị cho anh ấy một suất vào học viện đào tạo trẻ của câu lạc bộ, nhưng rất khó để anh ấy chuyển đến Tây Ban Nha và việc chuyển nhượng đã bị hủy bỏ. Mặc dù vậy, Tomiyasu cho biết trải nghiệm tại Trại bóng đá là "cảm hứng". 
Sau khi không thể gia nhập FC Barcelona, Tomiyasu gia nhập Avispa Fukuoka. Ban đầu chơi ở vị trí tiền vệ, anh chuyển sang vị trí trung vệ. Trong thời gian ở hệ thống thanh thiếu niên của Avispa Fukuoka, Tomiyasu đã có một khoảng thời gian là đội trưởng câu lạc bộ. Anh ấy đã gây ấn tượng tại JFA Premier Cup 2013, và kết quả là có tên trong Mười một cầu thủ xuất sắc nhất. Vào tháng 5 năm 2015, có thông báo rằng Avispa Fukuoka đã đăng ký Tomiyasu. Sau khi xuất hiện trong hai trận đấu với tư cách là dự bị không được sử dụng, anh ấy đã có trận ra mắt câu lạc bộ vào ngày 14 tháng 10 năm 2015 với tư cách là người bắt đầu trong trận thua 0-0 trước Machida Zelvia ở vòng thứ ba của Emperor's Cup. Cuối mùa giải 2015, Tomiyasu ký hợp đồng tạm thời với Avispa Fukuoka. 
Vào đầu mùa giải 2016, Tomiyasu đã trải qua nửa đầu mùa giải J League trên băng ghế dự bị.  Tomiyasu xuất hiện lần đầu tiên trong mùa giải vào ngày 20 tháng 4 năm 2016, đá chính ở vị trí tiền vệ phòng ngự, trong trận hòa 0–0 trước Vegalta Sendai tại J League Cup.  Tuy nhiên, trong trận đấu tại J. League Cup với Sagan Tosu , Tomiyasu đã bị đuổi khỏi sân vì một hành vi phạm lỗi thứ hai trong trận hòa 1-1.  Hai tháng sau, vào ngày 13 tháng 7 năm 2016, anh có trận ra mắt giải đấu cho câu lạc bộ, bắt đầu ở vị trí tiền vệ phòng ngự trong chiến thắng 2-1 trước FC Tokyo . Sau khi ra mắt câu lạc bộ, Tomiyasu trở thành đội một thường xuyên của đội bóng, thường chơi ở vị trí tiền vệ phòng ngự.  Có báo cáo vào ngày 26 tháng 9 năm 2016 rằng anh ấy đã trở thành cầu thủ thứ hai trong giải đấu trở thành cầu thủ chạy nhanh nhất ở cự ly 12,436 km.  Sau khi câu lạc bộ xuống hạng J. League 2, Tomiysu tiếp tục ra sân mười sáu lần. trong tất cả các cuộc thi. Vào cuối mùa giải 2016, Tomiysu hết hợp đồng với câu lạc bộ. 
Ở mùa giải 2017, Tomiysu được ra sân thường xuyên ở đội một, chơi ở vị trí trung vệ.  Sau đó, anh ấy ghi bàn thắng đầu tiên cho câu lạc bộ, trong chiến thắng 2-1 trước Roasso Kumamoto vào ngày 19 tháng 3 năm 2017.  Mặc dù vắng mặt ở đội một, do cam kết quốc tế,  Tomiysu tiếp tục trở lại vị trí đội đầu tiên của anh ấy cho câu lạc bộ trong phần còn lại của mùa giải.  Sau đó, anh giúp Avispa Fukuoka giữ sạch lưới ba trận trong ba trận đấu từ ngày 29 tháng 7 năm 2017 đến ngày 11 tháng 8 năm 2017.  Sau đó, Tomiysu giúp câu lạc bộ đủ điều kiện tham dự Vòng playoffs thăng hạng J1 League, với vị trí thứ 4 trong giải đấu. Anh ấy đã giúp đội đánh bại Tokyo Verdy với tỷ số 1–0 để lọt vào bán kết của Vòng loại trực tiếp thăng hạng J1 League. Trong trận chung kết Playoffs thăng hạng J1 League với Nagoya Grampus, Tomiysu đã chơi 90 phút, khi họ hòa 0–0 nhưng chứng kiến Avispa Fukuoka thăng hạng J. League One không thành công. Vào cuối mùa giải 2017, Tomiysu tiếp tục ra sân ba mươi chín lần và ghi bàn một lần trong tất cả các giải đấu.

### Sint-Truidense
Vào ngày 8 tháng 1 năm 2018, Tomiyasu sẽ ra nước ngoài lần đầu tiên trong sự nghiệp bằng cách gia nhập đội hạng A của Bỉ Sint-Truidense. Anh ấy ký hợp đồng ba năm rưỡi với câu lạc bộ, giữ anh ấy đến năm 2021. Khi gia nhập câu lạc bộ, Tomiyasu nói: "Tôi muốn trở thành một cầu thủ đặc biệt ở Bỉ." Sau nhiều tháng tập luyện và hồi phục chấn thương mắt cá chân, Tomiyasu đã có trận ra mắt Sint-Truiden cho câu lạc bộ, vào sân thay người muộn, trong chiến thắng 2-1 trước Royal Antwerp vào ngày 12 tháng 5 năm 2018. Đây là lần ra sân duy nhất của anh ấy trong mùa giải 2017–18.
Trong mùa giải 2018–19, Tomiyasu có trận đấu đầu tiên cho Sint-Truiden và chơi trọn vẹn trận hòa 0–0 trước Cercle Brugge trong trận mở màn mùa giải.  Kể từ đầu mùa giải, anh ấy trở thành đội một thường xuyên cho đội bóng, chơi ở vị trí trung vệ.  Từ ngày 23 tháng 9 năm 2018 đến ngày 30 tháng 9 năm 2018, Tomiyasu đã giữ sạch lưới ba trận liên tiếp trong ba trận đấu. Chi ở vị trí trung vệ kể từ đầu mùa giải, anh chơi ở vị trí hậu vệ phải, trận gặp Zulte Waregem vào ngày 4 tháng 11 năm 2018. Tomiyasu ghi bàn thắng đầu tiên của mùa giải vào ngày 25. Tháng 11 năm 2018 trong chiến thắng 4–2 trước Anderlecht. Sau khi trải qua tháng Giêng cho nhiệm vụ quốc tế với Nhật Bản, Tomiyasu trở lại Sint-Truidense vào ngày 9 tháng 2 năm 2019, bắt đầu và chơi trọn vẹn 90 phút trong chiến thắng 2-1 trước Waasland-Beveren. Anh ấy tiếp tục trở lại đội một cho đội bóng trong phần còn lại của mùa giải 2018–19. Màn trình diễn của anh nhận được nhiều lời khen ngợi từ giới truyền thông Bỉ. Kết quả là anh ấy đã giành được giải Cầu thủ của năm của câu lạc bộ. Trong mùa giải thứ hai tại Sint-Truidense, Tomiyasu đã có 40 lần ra sân và ghi bàn một lần trong tất cả các giải đấu.

### Bologna
Vào ngày 29 tháng 6 năm 2019, Bologna đã đồng ý một thỏa thuận trị giá 9 triệu euro để ký Tomiyasu. Động thái chuyển nhượng được xác nhận vào ngày 9 tháng 7 năm 2019 và trở thành cầu thủ Nhật Bản thứ hai gia nhập câu lạc bộ sau Hidetoshi Nakata. Khi gia nhập câu lạc bộ, anh ấy nói: "Ấn tượng rằng các chiến thuật phòng ngự rất chi tiết. Cấp độ tiền đạo cũng rất cao. Tôi chọn đội này vì tôi muốn học các chiến thuật phòng ngự cá nhân. Đầu tiên tôi muốn được ra sân. " 
Tomiyasu có trận ra mắt Bologna, chơi cả trận, trong chiến thắng 3–0 trước Pisa ở vòng đầu tiên của Coppa Italia .  Một tuần sau, anh ra mắt giải đấu, chơi trọn vẹn 90 phút trong trận hòa 1-1 trước Hellas Verona, và được vinh danh là Người của trận đấu vì màn trình diễn của anh.  Sau ba lần ra sân, anh được vinh danh là Cầu thủ xuất sắc nhất tháng Tám. Anh ấy đá chính trong bảy trận đấu đầu tiên của giải đấu trước khi bị chấn thương gân khoeo vào tháng 10 khiến anh ấy phải nghỉ thi đấu một tháng.  Vào ngày 24 tháng 11, anh trở lại đội hình xuất phát trong trận hòa 2–2 trước Parma.  Kể từ khi gia nhập câu lạc bộ, Tomiyasu đã nhanh chóng khẳng định vị trí của mình trong số 11 người xuất phát chơi ở vị trí hậu vệ phải, và màn trình diễn của anh ấy đã gây ấn tượng với giới truyền thông Ý cũng như những người ủng hộ.  Vào thời điểm mùa giải bị tạm dừng vì đại dịch COVID-19, anh đã có 20 lần ra sân trên mọi đấu trường. Tomiyasu vẫn là một phần không thể thiếu của câu lạc bộ sau khi mùa giải tiếp tục sau những cánh cửa đóng kín.  Anh ghi bàn thắng đầu tiên cho Bologna ở phút 44 bằng chân trái, trong trận thua 5–1 trước Milan vào ngày 18 tháng 7 năm 2020. Trong trận đấu tiếp theo với Atalanta , Tomiyasu bị chấn thương gân khoeo và được thay ra ở phút thứ 74, khi câu lạc bộ thua 1–0.  Sau trận đấu, có thông báo rằng anh ấy sẽ phải ngồi ngoài trong phần còn lại của mùa giải 2019–20.  Mặc dù vậy, Tomiyasu vẫn kết thúc mùa giải đầu tiên tại Bologna, ra sân 30 lần và ghi bàn một lần trên mọi đấu trường. 
Trước mùa giải 2020–21, màn trình diễn của Tomiyasu ở mùa giải trước dẫn đến những gợi ý rằng anh có thể chơi ở vị trí trung vệ.  Tomiyasu sớm bình phục chấn thương và giành lại suất đá chính ở đội một, chơi ở vị trí trung vệ.  Trong trận đấu với Sassuolo vào ngày 18 tháng 10 năm 2020, anh đá phản lưới nhà sau đường chuyền của Giorgos Kyriakopoulos , dẫn đến bàn thắng ấn định chiến thắng cho đội đối phương.  Vào tháng 12, Tomiyasu bắt đầu chơi ở vị trí hậu vệ phải trong phần còn lại của mùa giải, mặc dù anh ấy thỉnh thoảng chơi ở vị trí hậu vệ trái và trung vệ.  Điều này là do anh ấy gặp khó khăn khi chơi ở vị trí trung vệ, dẫn đến việc bị giới truyền thông Ý chỉ trích.  Màn trình diễn của anh ấy bắt đầu được cải thiện do thay đổi chiến thuật.  Tomiyasu ghi bàn thắng đầu tiên trong mùa giải trong trận hòa 2–2 trước Atalanta vào ngày 23 tháng 12.  Hai tuần sau vào ngày 6 tháng 1 năm 2021, anh ghi bàn thắng thứ hai trong mùa giải, ghi từ một cú đánh đầu, trong trận hòa 2–2 trước Udinese .  Tuy nhiên, Tomiyasu bị chấn thương bắp chân khiến anh phải nghỉ thi đấu trong hai tuần. Anh trở lại đội hình xuất phát muộn hơn hai tuần so với dự kiến vào ngày 14 tháng 3 trước Sampdoria , bắt đầu trong chiến thắng 3-1.  Sự trở lại của anh ấy chỉ diễn ra trong thời gian ngắn khi anh ấy gặp vấn đề về cơ trong trận đấu với Inter Milan vào ngày 4 tháng 4.  Sau khi phải ngồi ngoài một tháng, anh ấy đã trở lại đội hình xuất phát vào ngày 2 tháng 5 trong trận đấu với Fiorentina và chơi 76 phút trước khi bị thay ra, trong trận hòa 3–3.  Đến cuối mùa giải, anh đã có 33 lần ra sân và ghi hai bàn trên mọi đấu trường.
Trước mùa giải 2021–22, Tomiyasu được liên hệ chuyển đến câu lạc bộ Premier League Tottenham Hotspur và Atalanta. Giữa những đồn đoán về chuyển nhượng, anh có trận đấu duy nhất trong mùa giải gặp Atalanta, vào sân thay người ở phút 81, trong trận hòa 0–0 vào ngày 28 tháng 8 năm 2021. 

### Arsenal
Vào ngày 31 tháng 8 năm 2021, Tomiyasu gia nhập đội bóng Premier League Arsenal theo bản hợp đồng có thời hạn 4 năm, với quyền chọn thứ năm. Vụ chuyển nhượng được báo cáo khác nhau là 15,5 triệu bảng, 16 triệu bảng và 17 triệu bảng. Khi gia nhập câu lạc bộ, cả huấn luyện viên Mikel Arteta và giám đốc kỹ thuật Edu đều nhận xét về cầu thủ này, mô tả anh là một "thành viên quan trọng của đội" tại Arsenal. Vào ngày 11 tháng 9, anh có trận đấu đầu tiên cho Arsenal trước Norwich City trong chiến thắng 1–0. Tomiyasu được bầu là Cầu thủ xuất sắc nhất tháng của Arsenal vào tháng 9 năm 2021, với 51% phiếu bầu.

## Đời tư
Tomiyasu có hai chị em gái.  Anh ấy dự định học bơi chuyên nghiệp để tiếp bước các chị gái trước khi chuyển sang bóng đá.  Trong cuộc họp báo đầu tiên tại Bologna, Tomiyasu cho biết anh bắt đầu học tiếng Ý và yêu cầu giới truyền thông gọi anh là Tomi. Đến tháng 2 năm 2020, truyền thông Ý Corriere Di Bologna đưa tin rằng Tomiyasu đã nói được tiếng Ý. 
Lớn lên, Tomiyasu cho biết anh thần tượng Javier Mascherano. Tomiyasu nói rằng anh ấy muốn trở thành một cầu thủ bóng đá. Tomiyasu đã nói về cuộc sống của anh ấy ở Ý trong đại dịch COVID-19 và trong khi mùa giải tạm dừng, anh ấy tập thể dục hàng ngày. Vào ngày 12 tháng 5 năm 2020, câu lạc bộ cũ của anh ấy, Avispa Fukuoka đã bày tỏ sự biết ơn của họ với Tomiyasu sau khi anh ấy tặng 1.000 chiếc khẩu trang cho học viện của câu lạc bộ. Tháng sau, Bologna tiết lộ rằng các cầu thủ và nhân viên đã đồng ý cắt giảm một tháng lương.

## Thống kê sự nghiệp

### Câu lạc bộ
Tính đến 20 tháng 1 năm 2022.
| Câu lạc bộ          | Mùa giải            | Giải vô địch             | Giải vô địch | Giải vô địch | Cúp quốc gia | Cúp quốc gia | Cúp liên đoàn | Cúp liên đoàn | Khác | Khác | Tổng | Tổng |
| Câu lạc bộ          | Mùa giải            | Hạng đấu                 | Trận         | Bàn          | Trận         | Bàn          | Trận          | Bàn           | Trận | Bàn  | Trận | Bàn  |
| ------------------- | ------------------- | ------------------------ | ------------ | ------------ | ------------ | ------------ | ------------- | ------------- | ---- | ---- | ---- | ---- |
| Avispa Fukuoka      | 2015                | J2 League                | 0            | 0            | 1            | 0            | –             | –             | –    | –    | 1    | 0    |
| Avispa Fukuoka      | 2016                | J1 League                | 10           | 0            | 1            | 0            | 5             | 0             | –    | –    | 16   | 0    |
| Avispa Fukuoka      | 2017                | J2 League                | 35           | 1            | 2            | 0            | –             | –             | –    | –    | 37   | 1    |
| Avispa Fukuoka      | Tổng cộng           | Tổng cộng                | 45           | 1            | 4            | 0            | 5             | 0             | –    | –    | 54   | 1    |
| Sint-Truiden        | 2017–18             | Belgian First Division A | 0            | 0            | 0            | 0            | –             | –             | 1    | 0    | 1    | 0    |
| Sint-Truiden        | 2018–19             | Belgian First Division A | 27           | 1            | 3            | 0            | –             | –             | 10   | 0    | 40   | 1    |
| Sint-Truiden        | Tổng cộng           | Tổng cộng                | 27           | 1            | 3            | 0            | 0             | 0             | 11   | 0    | 41   | 1    |
| Bologna             | 2019–20             | Serie A                  | 29           | 1            | 1            | 0            | –             | –             | –    | –    | 30   | 1    |
| Bologna             | 2020–21             | Serie A                  | 16           | 2            | 2            | 0            | –             | –             | –    | –    | 18   | 2    |
| Bologna             | 2021–22             | Serie A                  | 1            | 0            | 0            | 0            | –             | –             | –    | –    | 1    | 0    |
| Bologna             | Tổng cộng           | Tổng cộng                | 61           | 3            | 3            | 0            | 0             | 0             | 0    | 0    | 64   | 3    |
| Arsenal             | 2021–22             | Premier League           | 16           | 0            | 0            | 0            | 1             | 0             | –    | –    | 17   | 0    |
| Tổng cộng sự nghiệp | Tổng cộng sự nghiệp | Tổng cộng sự nghiệp      | 149          | 5            | 10           | 0            | 6             | 0             | 11   | 0    | 176  | 5    |

### Quốc tế
Tính đến ngày 3 tháng 2 năm 2024
| Đội tuyển quốc gia | Năm       | Trận | Bàn |
| ------------------ | --------- | ---- | --- |
| Nhật Bản           | 2018      | 2    | 0   |
| Nhật Bản           | 2019      | 16   | 1   |
| Nhật Bản           | 2020      | 3    | 0   |
| Nhật Bản           | 2021      | 6    | 0   |
| Nhật Bản           | 2022      | 5    | 0   |
| Nhật Bản           | 2023      | 5    | 0   |
| Nhật Bản           | 2024      | 4    | 0   |
| Tổng cộng          | Tổng cộng | 41   | 1   |

#### Bàn thắng quốc tế
Bàn thắng và kết quả của Nhật Bản được để trước.
| #  | Ngày                | Địa điểm                           | Đối thủ     | Bàn thắng | Kết quả | Giải đấu           |
| -- | ------------------- | ---------------------------------- | ----------- | --------- | ------- | ------------------ |
| 1. | 21 tháng 1 năm 2019 | Sân vận động Sharjah, Sharjah, UAE | Ả Rập Xê Út | 1–0       | 1–0     | AFC Asian Cup 2019 |

## Danh hiệu

### Câu lạc bộ

#### Arsenal
- FA Community Shield: 2023

### Quốc tế
U-19 Nhật Bản
- AFC U-19 Championship: 2016

Nhật Bản
- AFC Asian Cup: Á quân 2019

### Cá nhân
- IFFHS AFC Man Team of the Year: 2020
- Đội hình nam IFFHS AFC của thập kỷ 2011–2020